# HD 164604
HD 164604 — звезда в созвездии Стрельца на расстоянии около 124 световых лет от нас. Вокруг звезды обращается, как минимум, одна планета.

## Характеристики
HD 164604 относится к классу оранжевых карликов главной последовательности. Её масса равна 80 % массы Солнца.

## Планетная система
В 2010 году командой астрономов в рамках программы поиска планет на телескопе им. Магеллана было объявлено об открытии планеты HD 164604 b в системе. Наблюдения велись в течение 6 лет и охватили три полных периода обращения планеты вокруг родительской звезды. HD 164604 b представляет собой типичный газовый гигант, превосходящий по массе Юпитер в 2,7 раза. Открытие было совершено методом Доплера.